# Evdokia Nikulina
Evdokia Andreevna Nikulina (em russo:  Евдокия Андреевна Никулина) foi um aviadora e comandante do esquadrão das Bruxas da Noite durante a Segunda Guerra Mundial. Pelo seu serviço militar ela foi agraciada com o título de Heroína da União Soviética em 26 de outubro de 1944.

## Prémios
- Heroína da União Soviética[1]
- Ordem de Lenin
- Três Ordens de Bandeira Vermelha[2]
- Ordem de Alexandre Nevsky[3]
- Ordem da Guerra Patriótica de 1ª e 2ª Classes[4][5]
- Várias medalhas de campanha